# 1984年南亞運動會
1984年南亚运动会是第一届南亚运动会。会议于1984年9月17日至23日在尼泊尔的加德满都举行。
体育项目只有五个。 印度运动员获得了88枚奖牌，位居榜首，这些奖牌中有一半是金牌。 印度获得了28枚银牌和16枚铜牌。 斯里兰卡紧随印度后，获得了7枚金牌，11枚银牌和19枚铜牌，而巴基斯坦获得了5枚金牌，3枚银牌和2枚铜牌。 当第一天比赛，所有金牌获得者都创造了新的比赛记录，这些记录在随后的比赛中都被打破了。 但是，游泳中创建的两个记录一直保持不变。 印度的布拉·乔杜里（Bula Choudhary）赢得了以1：2：81计时的100米自由泳比赛，而印度接力队则赢得了4x100米自由泳比赛，这项比赛继续在记录簿中占据一席之地。 足球是唯一可以集体项目的的团体比赛，尼泊尔获得最后的金牌。

## 比赛项目
第一届南亚运动会有5项正式运动。 他们是 ：-
- 田径运动
- 拳击
- 足球
- 游泳
- 举重

## 奖牌榜统计
*   主办国家/地区（尼泊尔）
| 排名                     | 国家 / 地区              | 金牌 | 銀牌 | 銅牌 | 总计 |
| ------------------------ | ------------------------ | ---- | ---- | ---- | ---- |
| 1                        | 印度                     | 44   | 28   | 16   | 88   |
| 2                        | 斯里蘭卡                 | 7    | 11   | 19   | 37   |
| 3                        | 巴基斯坦                 | 5    | 3    | 2    | 10   |
| 4                        | 尼泊尔*                  | 4    | 12   | 8    | 24   |
| 5                        |                          | 2    | 8    | 13   | 23   |
| 6                        | 不丹                     | 0    | 0    | 2    | 2    |
| 7                        | 馬爾地夫                 | 0    | 0    | 1    | 1    |
| 总计（共7个国家 / 地区） | 总计（共7个国家 / 地区） | 62   | 62   | 61   | 185  |